# SAMDOS
Il SAMDOS era il sistema operativo sviluppato da Miles Gordon Technology (MGT) per gestire le unità floppy degli home computer SAM Coupé.
Il SAMDOS formattava i dischi da 3,5" a doppia densità e doppio lato con 80 tracce per lato, ogni traccia con 10 settori, ogni settore con 512 byte di capacità. I dati erano memorizzati nei primi 510 byte perché i restanti 2 erano usati dal sistema operativo per segnare il successivo settore dove proseguiva la memorizzazione del file (il byte 511 conteneva il numero di traccia, il 512 il numero di settore). Le prime 4 tracce erano usate per salvare la directory del disco, lasciando libere 156 tracce delle 160 complessive, per un totale di 780 KB di capacità.

## Versioni
- SAMDOS 1.1: questa fu la prima versione, fornita sia insieme ai computer venduti con le unità dischi interne sia con le unità esterne. Sfortunatamente un bug nel codice della routine di boot contenuta nella ROM 1.0 del SAM Coupé caricava il sistema operativo ma non lo avviava in automatico, costringendo l'utente a lanciarlo manualmente.[1]
- SAMDOS 2.0: la nuova ROM 2.0, con cui veniva distribuito, risolveva il problema del boot permettendo al sistema operativo di avviarsi regolarmente. MGT, per sicurezza, spedì la nuova ROM a tutti i possessori del computer.[1]

## MasterDOS
Andrew Wright (BetaSoft) scrisse un'estensione del sistema denominata MasterDOS, che fu presentata nel dicembre del 1990. Il MasterDOS introduceva delle interessanti caratteristiche assenti nel SAMDOS:
- Supporto alle directory: l'utente poteva creare delle directory personalizzate, ed altre sotto-directory all'interno di esse, per salvare in maniera più organizzata i propri file;
- Supporto per i RAM disk: l'utente poteva creare delle unità dischi virtuali in memoria, così che l'accesso ai file risultava molto più veloce rispetto all'utilizzo di un'unità dischi reale;
- Possibilità di ampliare lo spazio di memorizzazione dei dati della directory, aumentando così il numero massimo di file memorizzabili su disco. Il SAMDOS poteva gestire fino ad un massimo di 80 file: con il MasterDOS si potevano riservare porzioni extra del disco, ognuna delle dimensioni di 5 KB e capaci di estendere il numero di file totali di 20, per un massimo di 778 file, utile nel caso in cui si aveva a che fare con numerosi file di piccole dimensioni.